# Boskabouter
De Boskabouter is een mini-uitgave van de Bosatlas. Deze uitgave is voor het eerst verschenen ter gelegenheid van het honderdjarig bestaan van de Bosatlas in 1977. Een tweede druk werd in 1982 gepubliceerd (met gewijzigde omslag). De laatste druk werd meegeleverd bij de aanschaf van de 51e editie uit 1995 van zijn grote broer. Het boekje meet 6 bij 7,5 cm. Het kent 
- 96 bladzijden,
- geen marges,
- alle vlaggen van de landen,
- een register van 16 pagina's,
- een aantal themakaarten van Nederland: Noord, Midden en Zuid, allochtonen, inkomensontwikkeling, beroepsbevolking, koersbepaling landelijke gebieden, stankoverlast en geluidshinder.

Anders dan bij de grote uitvoering is bijvoorbeeld Europa gewoon in rechthoekige stukken weergegeven in plaats van per land of regio.  

## Trivia
In de editie van 1995 staat een fout: op enkele pagina's in de atlas zijn de landen Letland en Litouwen per ongeluk verwisseld.